# Ecnomus
Genre
Ecnomus est un genre d'insectes appartenant à l'ordre des trichoptères et à la famille des Ecnomidae.

## Liste d'espèces
Selon ITIS1 :
- Ecnomus aberrans Gibon, 1982
- Ecnomus acanthogonus Marlier, 1958
- Ecnomus acuminatus Li & Morse, 1997
- Ecnomus addi Malicky, 1993
- Ecnomus aequatorialis Marlier, 1943
- Ecnomus africanus Mosely, 1932
- Ecnomus aigeus Malicky, 1997
- Ecnomus aktaion Malicky & Chantaramongkol, 1997
- Ecnomus aliceae Cartwright, 1998
- Ecnomus alkaios Malicky & Chantaramongkol, 1997
- Ecnomus alkestis Malicky & Chantaramongkol, 1997
- Ecnomus alkinoos Malicky & Chantaramongkol, 1997
- Ecnomus alkmaion Malicky & Chantaramongkol, 1997
- Ecnomus alkmene Malicky & Chantaramongkol, 1997
- Ecnomus allaeri Jacquemart, 1962
- Ecnomus amphitryon Malicky, 1997
- Ecnomus anakagung Malicky, 1995
- Ecnomus anakpiara Malicky, 1995
- Ecnomus anaktamdao Malicky, 1995
- Ecnomus ancisus Cartwright, 1990
- Ecnomus androgeos Malicky, 1997
- Ecnomus apiculatus Cartwright, 1990
- Ecnomus arabicus Malicky, 1986
- Ecnomus areion Malicky, 1999
- Ecnomus argonautos Luadee & Malicky, 1999
- Ecnomus asciatus Ulmer, 1951
- Ecnomus atevalus Malicky & Chantaramongkol, 1993
- Ecnomus atratus Mosely, 1932
- Ecnomus auratus Kimmins, 1955
- Ecnomus auryn Malicky, 1986
- Ecnomus australis Jacquemart, 1963
- Ecnomus barnardi Kimmins, 1957
- Ecnomus battu Malicky, 1993
- Ecnomus bengkok Cartwright, 1994
- Ecnomus bicolorus Tian & Li, 1992
- Ecnomus bifurcatus (Mosely, 1935)
- Ecnomus bishopi Cartwright, 1990
- Ecnomus bispiniferus Jacquemart, 1969
- Ecnomus blythi Cartwright, 1990
- Ecnomus bou Malicky & Chantaramongkol, 1993
- Ecnomus bredoi Jacquemart, 1969
- Ecnomus bullatus Cartwright, 1998
- Ecnomus buntak Cartwright, 1992
- Ecnomus cattienensis Malicky, 1995
- Ecnomus cavatus Cartwright, 1998
- Ecnomus centralis Cartwright, 1990
- Ecnomus ceylanicus Mosely, 1932
- Ecnomus chusie Chantaramongkol & Malicky, 1986
- Ecnomus cincibilus Malicky & Chantaramongkol, 1993
- Ecnomus clavatus Cartwright, 1990
- Ecnomus coalitus Li & Morse, 1997
- Ecnomus coineaui Jacquemart, 1966
- Ecnomus complex Mosely, 1932
- Ecnomus concavus Kimmins, 1957
- Ecnomus connatus Li & Morse, 1997
- Ecnomus continentalis Ulmer, 1916
- Ecnomus cornutus Li & Morse, 1997
- Ecnomus costalis Martynov, 1935
- Ecnomus crepidulus Mosely, 1932
- Ecnomus curtus Mosely, 1932
- Ecnomus cuspidis Cartwright, 1990
- Ecnomus cyclopicus Kimmins, 1962
- Ecnomus cygnitus Neboiss, 1982
- Ecnomus dadi Cartwright, 1998
- Ecnomus dananensis Gibon, 1992
- Ecnomus danielae Gibon, 1992
- Ecnomus dares Malicky, 2000
- Ecnomus deani Cartwright, 1990
- Ecnomus deceptor McLachlan, 1884
- Ecnomus decussatus Gibbs, 1973
- Ecnomus dejouxi Marlier, 1978
- Ecnomus dentatus Jacquemart, 1963
- Ecnomus digitatus Mosely, 1932
- Ecnomus digitulus Cartwright, 1998
- Ecnomus digrutus Cartwright, 1990
- Ecnomus dinderessoi Gibon, Guenda & Coulibaly, 1994
- Ecnomus dispar Kimmins, 1957
- Ecnomus doros Malicky & Thani in Malicky, 2000
- Ecnomus dutthangamani Schmid, 1958
- Ecnomus echinatus Jacquemart, 1963
- Ecnomus ellipticus Li & Morse, 1997
- Ecnomus escaffrei Gibon, 1992
- Ecnomus falciferus Jacquemart, 1969
- Ecnomus ferrantei Ulmer, 1963
- Ecnomus fletcheri Mosely, 1932
- Ecnomus foliatus Kimmins, 1957
- Ecnomus foochowensis Mosely, 1942
- Ecnomus forbesi Scott, 1968
- Ecnomus forcipatus Mosely, 1932
- Ecnomus furcatus Ulmer, 1930
- Ecnomus fuscus Kimmins, 1957
- Ecnomus fusiformis Marlier, 1965
- Ecnomus gada Cartwright, 1994
- Ecnomus galilaeus Tjeder, 1946
- Ecnomus gapit Cartwright, 1994
- Ecnomus gedrosicus Schmid, 1959
- Ecnomus gerus Mosely, 1936
- Ecnomus gigantius Li & Morse, 1997
- Ecnomus hamatus Mosely, 1935
- Ecnomus hastatus Jacquemart, 1961
- Ecnomus helakanda Schmid, 1958
- Ecnomus hendersoni Mosely, 1932
- Ecnomus henoch Malicky, 1993
- Ecnomus hilli Kimmins, 1963
- Ecnomus hinayana Schmid, 1958
- Ecnomus homhilensis Malicky, 1999
- Ecnomus illugi Cartwright, 1998
- Ecnomus indicus Martynov, 1935
- Ecnomus ingibandi Cartwright, 1990
- Ecnomus insularis Ulmer, 1910
- Ecnomus iomari Cartwright, 1998
- Ecnomus japonicus Fischer, 1970
- Ecnomus jimba Cartwright, 1990
- Ecnomus jojachin Malicky & Chantaramongkol, 1993
- Ecnomus kabae Gibon, 1992
- Ecnomus kakaduensis Cartwright, 1990
- Ecnomus kakrimae Gibon, 1992
- Ecnomus karakoi Cartwright, 1990
- Ecnomus karawalla Cartwright, 1990
- Ecnomus katangae Jacquemart, 1961
- Ecnomus kelung Cartwright, 1994
- Ecnomus kerema Cartwright, 1990
- Ecnomus kimminsi Scott, 1963
- Ecnomus kinka Cartwright, 1990
- Ecnomus kitabal Cartwright, 1990
- Ecnomus kivuensis Marlier, 1943
- Ecnomus kosam Malicky, 1993
- Ecnomus kososiensis Kobayashi, 1987
- Ecnomus kunenensis Barnard, 1934
- Ecnomus kurui Sipahiler, 1989
- Ecnomus laensis Cartwright, 1998
- Ecnomus lamech Malicky, 1993
- Ecnomus lanceolatus Gibon, 1992
- Ecnomus larakia Cartwright, 1990
- Ecnomus latus Li & Morse, 1997
- Ecnomus leonus Mosely, 1936
- Ecnomus leupleui Gibon, 1992
- Ecnomus linsanensis Gibon, 1992
- Ecnomus loffae Gibon, 1992
- Ecnomus lohaprasada Schmid, 1958
- Ecnomus longicaudatus Li & Morse, 1997
- Ecnomus machadoi Marlier, 1965
- Ecnomus macrolobus Marlier, 1965
- Ecnomus maheensis Malicky, 1993
- Ecnomus malaissei Marlier, 1981
- Ecnomus mammus Malicky & Chantaramongkol, 1993
- Ecnomus masalai Cartwright, 1998
- Ecnomus masong Cartwright, 1998
- Ecnomus mennelli Barnard & Clark, 1986
- Ecnomus milnensis Cartwright, 1998
- Ecnomus minostylus Mey, 1998
- Ecnomus miriwud Cartwright, 1990
- Ecnomus mithrakai Malicky, 1979
- Ecnomus montanus Mosely, 1932
- Ecnomus morotus Banks, 1939
- Ecnomus mosleyi Martynov, 1935
- Ecnomus myallensis Cartwright, 1990
- Ecnomus natalensis Ulmer, 1931
- Ecnomus ndjorensis Gibon, 1992
- Ecnomus neboissi Cartwright, 1990
- Ecnomus neri Malicky & Chantaramongkol, 1993
- Ecnomus ngogoi Gibon, 1992
- Ecnomus nibbor Cartwright, 1990
- Ecnomus niouniouroui Gibon, 1992
- Ecnomus nodosus Mey, 1990
- Ecnomus nya Mosely, 1948
- Ecnomus obtusus Ulmer, 1910
- Ecnomus oppidanus Barnard, 1934
- Ecnomus oppositus Martynov, 1935
- Ecnomus orientalis Li & Morse, 1997
- Ecnomus oriomo Cartwright, 1998
- Ecnomus paget Malicky & Chantaramongkol, 1997
- Ecnomus pakadji Cartwright, 1990
- Ecnomus pansus Neboiss, 1982
- Ecnomus papuanus Ulmer, 1938
- Ecnomus paratyphlodes Mey, 1998
- Ecnomus parellipticus Li & Morse, 1997
- Ecnomus penjabi Schmid, 1961
- Ecnomus perpendicularis Li & Morse, 1997
- Ecnomus pilbarensis Cartwright, 1990
- Ecnomus pilophorus Mey, 1998
- Ecnomus plaiwat Malicky & Chantaramongkol, 1993
- Ecnomus projectus Li & Morse, 1997
- Ecnomus promat Malicky & Chantaramongkol, 1993
- Ecnomus pseudotenellus Ulmer, 1930
- Ecnomus pungens Li & Morse, 1997
- Ecnomus puntung Cartwright, 1992
- Ecnomus puro Malicky & Chantaramongkol, 1993
- Ecnomus pusanus Mosely, 1932
- Ecnomus pusio Malicky, 1993
- Ecnomus quordaio Malicky, 1993
- Ecnomus ramayana Malicky & Chantaramongkol, 1993
- Ecnomus rectus Li & Morse, 1997
- Ecnomus relictus Vaillant, 1953
- Ecnomus retusus Cartwright, 1994
- Ecnomus rizali Banks, 1937
- Ecnomus robustior Ulmer, 1951
- Ecnomus rostratus Jacquemart, 1963
- Ecnomus russellius Neboiss, 1977
- Ecnomus saddhatissa Schmid, 1958
- Ecnomus sakoi Gibon, 1992
- Ecnomus samouensis Gibon, 1992
- Ecnomus seluk Cartwright, 1994
- Ecnomus serratus Ulmer, 1930
- Ecnomus similis Mosely, 1932
- Ecnomus sinensis Navas, 1923
- Ecnomus singkarakensis Ulmer, 1951
- Ecnomus skruim Cartwright, 1998
- Ecnomus spatulatus Li & Morse, 1997
- Ecnomus spia Cartwright, 1998
- Ecnomus suadrus Malicky & Chantaramongkol, 1993
- Ecnomus tagalensis (Banks, 1916)
- Ecnomus tai Gibon, 1992
- Ecnomus talenoi Malicky & Chantaramongkol, 1993
- Ecnomus tamiok Cartwright, 1998
- Ecnomus tang Cartwright, 1992
- Ecnomus tegap Cartwright, 1994
- Ecnomus tenellus (Rambur, 1842)
- Ecnomus thomasseti Mosely, 1932
- Ecnomus tillyardi Mosely in Mosely & Kimmins, 1953
- Ecnomus tinco Malicky & Chantaramongkol, 1993
- Ecnomus tipis Cartwright, 1992
- Ecnomus tjurupensis Ulmer, 1951
- Ecnomus totiio Malicky & Chantaramongkol, 1993
- Ecnomus triangularis Sun in Yang, Sun & Wang, 1997
- Ecnomus tridens Marlier, 1958
- Ecnomus tridigitus Cartwright, 1990
- Ecnomus tropicus Cartwright, 1990
- Ecnomus truncatus Li & Morse, 1997
- Ecnomus tsudai Kumanski, 1992
- Ecnomus tumidus Ulmer, 1930
- Ecnomus turgidus Neboiss, 1982
- Ecnomus turrbal Cartwright, 1990
- Ecnomus typhlodes Mey, 1998
- Ecnomus ugandanus Kimmins, 1957
- Ecnomus ulap Cartwright, 1998
- Ecnomus ulmeri Mosely, 1932
- Ecnomus uncatus Li & Morse, 1997
- Ecnomus uttu Malicky & Chantaramongkol, 1993
- Ecnomus vaharika Schmid, 1958
- Ecnomus vahasaba Schmid, 1958
- Ecnomus venimar Malicky & Chantaramongkol, 1993
- Ecnomus veratus Cartwright, 1990
- Ecnomus vibenus Malicky & Chantaramongkol, 1993
- Ecnomus viganus Navas, 1923
- Ecnomus volovicus Malicky & Chantaramongkol, 1993
- Ecnomus volsellus Cartwright, 1990
- Ecnomus votticius Malicky & Chantaramongkol, 1993
- Ecnomus waelbroecki Jacquemart, 1969
- Ecnomus wagengugurra Cartwright, 1990
- Ecnomus walajandari Cartwright, 1990
- Ecnomus wamena Cartwright, 1998
- Ecnomus wellsae Cartwright, 1990
- Ecnomus wendmanegrei Gibon, Guenda & Coulibaly, 1994
- Ecnomus wladimiri Gibon, 1992
- Ecnomus woronan Cartwright, 1990
- Ecnomus wulaina Hsu & Chen, 1996
- Ecnomus yabbura Cartwright, 1990
- Ecnomus yamashironis Tsuda, 1942
- Ecnomus yuleae Cartwright, 1994